# Капела на православном гробљу задужбина Миланка Станковића у Новом Бечеју
Капела на православном гробљу подигнута је као мала црква 1926. године као задужбина Миланка Станковића и супруге Софије Грујић, посвећена Светом Ђорђу. Грађевина је мањих димензија, али је рађена са претензијама монументалности. То је једнобродна грађевина, са петостраном апсидом и три торња који фланкирају западно прочеље. Конструктивни склоп чине масивни ободни зидови и полукружни луци на пиластрима, који носе плитке полуобличасте сводове и деле цркву на три травеја. На западној фасади је портик на четири стуба са јонским капителима који носе архитрав и тимпанон. Торњеви су уски и високи, са капама у виду степенастих пирамида. Црква је обликована по узору на бечејску цркву са стилским обележјима еклектике и елементима класицизма.

## Галерија
- Јужна фасада
- Западна фасада - портик
- Источна фасада
- Западна фасада
- Капела
- Портик са натписом
- Зидне слике на своду
- Иконостас